# Lecanographaceae
Lecanographaceae is een familie van schimmels uit de orde Arthoniales.

## Taxonomie
- Alyxoria - 19 soorten
- Heterocyphelium - 2 soorten
- Lecanographa - 44 soorten
- Plectocarpon - 41 soorten
- Zwackhia - 6 soorten